# Challenger Britania Zavaleta 2005
Il Challenger Britania Zavaleta 2005 è stato un torneo di tennis facente parte della categoria ATP Challenger Series nell'ambito dell'ATP Challenger Series 2005. Il torneo si è giocato a Puebla in Messico dal 14 al 20 novembre 2005 su campi in cemento.

## Vincitori

### Singolare
Hugo Armando ha battuto in finale  Bruno Echagaray per 2–6, 6–3, 7–6(1).

### Doppio
Werner Eschauer /  Alexander Satschko hanno battuto in finale  Santiago González /  Alejandro Hernández per 6–1, 6–4.